# Michel Vacherot
Michel Vacherot (París, Francia, 12 de noviembre de 1864 - Marsella, Francia, 22 de marzo de 1959) fue un tenista francés que ganó en 1902 el Campeonato Amateur Francés —hoy Torneo de Roland Garros— ante Max Décugis.
Su hermano mayor André Vacherot también ganó el Campeonato Amateur Francés (Torneo de Roland Garros) en 4 ediciones: en 1894, 1895, 1896 y 1901.

## Grand Slam finals

### Singles: 1 (1-0)
| Resultado | Año  | Campeonato            | Superficie | Rival en la final | Resultado en la final |
| Ganador   | 1902 | Campeonatos Franceses | Hierba     | Max Décugis       | 6–4, 6–2              |